# La Chapelle-Saint-Luc
La Chapelle-Saint-Luc ist eine französische Gemeinde mit 12.603 Einwohnern (Stand 1. Januar 2022) in unmittelbarer Nachbarschaft der Stadt Troyes im Département Aube in der Region Grand Est. Seit 1971 bestehen partnerschaftliche Beziehungen zu Neckarbischofsheim in Deutschland.

## Bevölkerungsentwicklung
| Jahr                       | 1962 | 1968 | 1975   | 1982   | 1990   | 1999   | 2006   | 2016   |
| Einwohner                  | 4594 | 6528 | 15.136 | 16.241 | 15.815 | 14.447 | 13.676 | 12.796 |
| Quellen: Cassini und INSEE |      |      |        |        |        |        |        |        |

## Sehenswürdigkeiten
- Kirche Saint-Luc, als Monument historique ausgewiesen

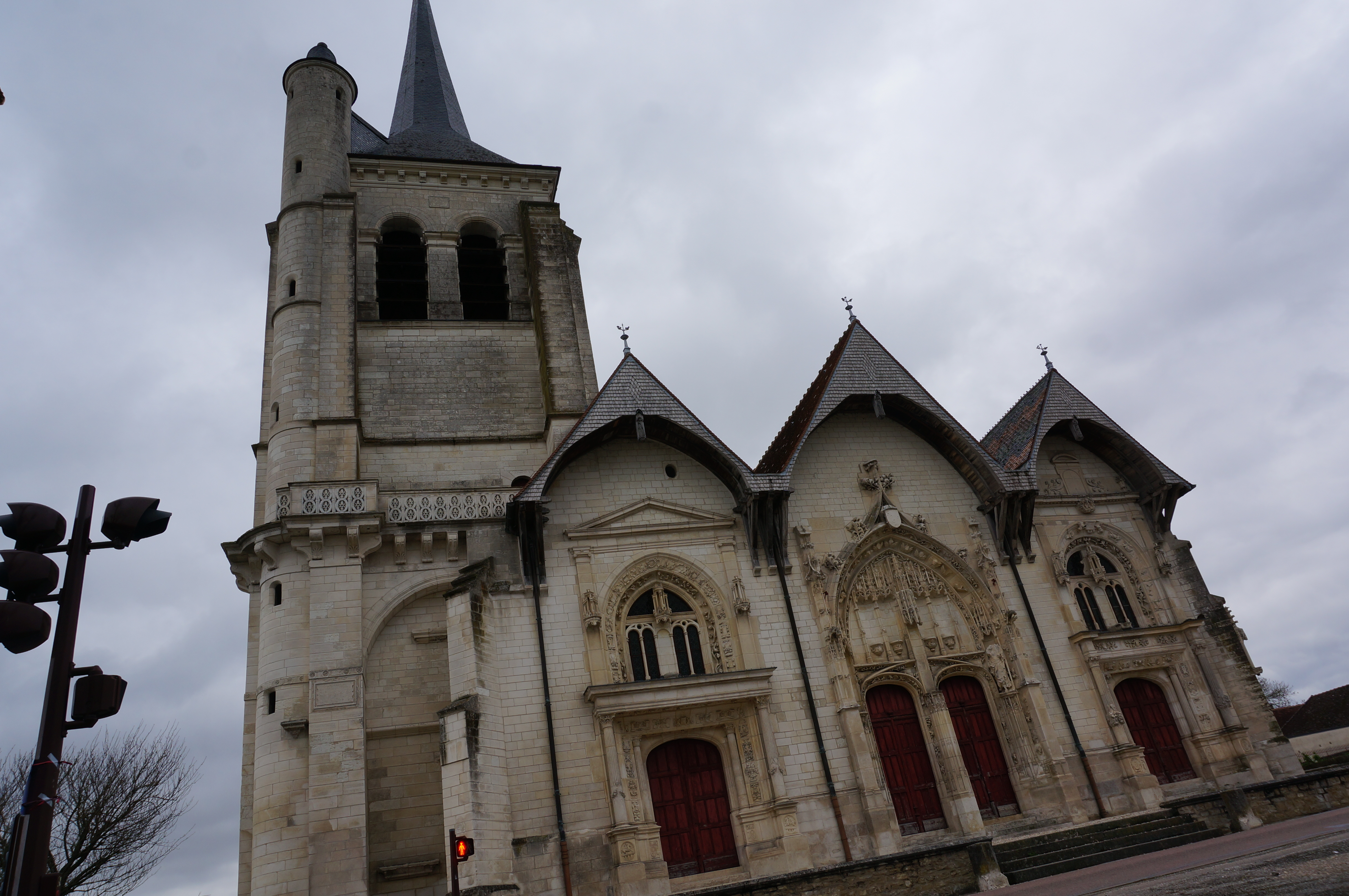
Kirche Saint-Luc

- Kirche Sacré-Cœur